# Rheinau (obszar wolny administracyjnie)
Rheinau - obszar wolny administracyjnie (gemeindefreies Gebiet) w Niemczech w kraju związkowym Badenia-Wirtembergia, w rejencji Fryburg, w regionie Südlicher Oberrhein, w powiecie Ortenau. Teren jest niezamieszkany.  